# V.League Top Match (femminile)
Il V.League Top Match è una competizione pallavolistica per club giapponesi e sudcoreani. Si affrontano il club campione della V.Premier League ed il vincitore della V-League sudcoreana.

## Storia
La competizione nasce nel 2006 e vede la partecipazione delle due squadre finaliste giapponesi e delle due squadre finaliste sudcoreane. Le prime due edizioni vedono trionfare le giapponesi Hisamitsu Springs. Nel 2008 il torneo viene cancellato dai calendari a causa per liberare prima le atlete in vista dei Giochi della XXIX Olimpiade. Nel 2009 vince per la prima volta una formazione sudcoreana, con l'affermazione delle Pink Spiders. Nel 2010 cambia la formula con la sola partecipazione delle squadre campioni nazionali; la vittoria finale va alle Toray Arrows. Nel 2011 il torneo viene nuovamente cancellato dai calendari a causa del terremoto in Giappone. Stesse sorte nel 2012, ma a causa degli imminenti Giochi della XXX Olimpiade. Nel 2013 arriva la terza vittoria delle Hisamitsu Springs, mentre due anni dopo trionfano le NEC Red Rockets.

## Albo d'oro
| Edizione      | Edizione      |               | Podio             | Podio                                    | Podio             |
| Anno          | Sede finale   |               | Campione          | Risultato                                | Finalista         |
| ------------- | ------------- | ------------- | ----------------- | ---------------------------------------- | ----------------- |
| 2006 Dettagli | Tokyo         |               | Hisamitsu Springs | Round-robin                              | Pioneer Red Wings |
| 2007 Dettagli | Osaka         |               | Hisamitsu Springs | Round-robin                              | JT Marvelous      |
| 2008          | Non disputato | Non disputato | Non disputato     | Non disputato                            | Non disputato     |
| 2009 Dettagli | Gwangju       |               | Pink Spiders      | Round-robin                              | GS Caltex         |
| 2010 Dettagli | Seul          |               | Toray Arrows      | 3 - 2 (25-18, 19-25, 29-27, 19-25, 15-6) | KT&G Ariels       |
| 2011          | Non disputato | Non disputato | Non disputato     | Non disputato                            | Non disputato     |
| 2012          | Non disputato | Non disputato | Non disputato     | Non disputato                            | Non disputato     |
| 2013 Dettagli | Sendai        |               | Hisamitsu Springs | 3 - 0 (25-16, 25-14, 25-20)              | IBK Altos         |
| 2014          | Non disputato | Non disputato | Non disputato     | Non disputato                            | Non disputato     |
| 2015 Dettagli | Seul          |               | NEC Red Rockets   | 3 - 0 (25-13, 25-14, 25-23)              | IBK Altos         |
| 2016          | Non disputato | Non disputato | Non disputato     | Non disputato                            | Non disputato     |

## Palmarès
| Squadre              | Titoli | Edizioni         |
| -------------------- | ------ | ---------------- |
| SAGA Springs         | 3      | 2006, 2007, 2013 |
| Pink Spiders         | 1      | 2009             |
| Toray Arrows Shiga   | 1      | 2010             |
| Red Rockets Kawasaki | 1      | 2015             |